# Halichoeres dimidiatus
Halichoeres dimidiatus, conhecido popularmente como bodião-azul-brasileiro, é uma espécie de peixe recifal da família Labridae. É uma espécie endêmica da costa brasileira, descrita pelo naturalista Louis Agassiz em 1831. O nome dimidiatus (do latim, "dividido ao meio") refere-se à distinta divisão de cores em seu corpo, especialmente na fase inicial.

## Descrição morfológica
Halichoeres dimidiatus exibe um acentuado dicromatismo sexual e ontogenético, ou seja, a coloração varia drasticamente entre machos, fêmeas e jovens. A espécie pode atingir um comprimento total de até 30 centímetros.
A fase inicial (fêmeas e juvenis) é caracterizada por um corpo com a metade superior amarela ou dourada e a metade inferior branca. Uma proeminente faixa azul-brilhante percorre o corpo horizontalmente, desde o focinho, passando pelo olho, até a base da nadadeira caudal. Indivíduos juvenis são conhecidos por atuarem como "limpadores", removendo ectoparasitas de outros peixes maiores.
A fase terminal (machos) apresenta uma transformação notável: o corpo torna-se predominantemente azul-esverdeado, com a cabeça e a região dorsal adquirindo uma tonalidade amarela ou laranja-viva. A faixa azul lateral tende a desaparecer ou se tornar menos evidente. Durante a noite ou quando se sentem ameaçados, enterram-se completamente no substrato arenoso.

## Distribuição e habitat
Halichoeres dimidiatus é uma espécie endêmica do Brasil, ocorrendo em recifes ao longo da costa atlântica, desde o Parcel de Manuel Luís, no Maranhão, até o estado de Santa Catarina no sul do país.
Habita recifes de coral e rochosos, em profundidades que podem variar de 1 a mais de 30 metros. Prefere áreas com fundos mistos de areia, cascalho e rochas, onde encontra abrigo e alimento. A presença de substrato arenoso é essencial para seu comportamento de se enterrar.

## Biologia e ecologia

### Alimentação
É uma espécie carnívora, com uma dieta baseada em pequenos invertebrados bentônicos. Alimenta-se de crustáceos (como caranguejos, siris e camarões), moluscos (pequenos gastrópodes e bivalves), equinodermos (ouriços-do-mar e ofiuroides) e poliquetas. Utiliza seus dentes caninos para arrancar e esmagar as presas de seus esconderijos nos recifes.

### Comportamento e reprodução
Halichoeres dimidiatus é uma espécie diurna e territorial. Como muitos labrídeos, é um hermafrodita protogínico sequencial: os indivíduos nascem como fêmeas e, posteriormente, podem se transformar em machos. Essa transição é geralmente socialmente mediada, ocorrendo quando o macho dominante de um harém desaparece. Os machos defendem territórios que englobam os territórios menores de várias fêmeas, com as quais acasalam. A desova ocorre em pares ou em grupos, liberando ovos e esperma na coluna d'água.

## Importância econômica
A espécie não é alvo da pesca comercial para consumo devido ao seu tamanho relativamente pequeno e à sua carne. No entanto, possui valor no mercado de aquariofilia, sendo ocasionalmente capturada para o comércio de peixes ornamentais. Sua beleza e comportamento ativo a tornam desejável para aquaristas marinhos. Ecologicamente, desempenha um papel importante na regulação das populações de invertebrados nos ecossistemas recifais.

## Estado de conservação
A União Internacional para a Conservação da Natureza (IUCN) classifica Halichoeres dimidiatus como Pouco Preocupante. A avaliação se baseia em sua distribuição relativamente ampla ao longo da costa brasileira e por ser localmente comum. Embora não enfrente ameaças diretas severas, a degradação de habitats recifais, a poluição costeira e a coleta para o aquarismo podem representar pressões localizadas sobre suas populações.